# Як там Катя?
«Як там Катя?» (англ. How Is Katia?) — український драматичний фільм 2022 року режисерки Крістіни Тинькевич про лікарку швидкої допомоги. Фільми брав участь у багатьох фестивалях. Прокат фільму у світі відбувся 30 червня 2023 року, а в Україні — 25 січня 2024 року.

## Сюжет
Цей фільм розповідає історію Анни, лікарки швидкої допомоги та матері-одиначки, яка разом зі своєю 12-річною донькою Катею мріє про краще життя. Їхній спокійний світ раптом порушується серйозним і жорстоким потрясінням, яке ставить Анну перед моральною дилемою, що кидає виклик її внутрішнім переконанням у суспільстві, яке, здається, не має жодних моральних орієнтирів.

## Акторський склад
- Анастасія Карпенко — Анна
- Катерина Козлова — Катя
- Тетяна Круліковська — Інга
- Ірина Островська — Ірина
- Олексій Череватенко — коханець

## Знімальна група
- Режисери-постановники: Крістіна Тинькевич
- Режисери: Катерина Стебновська
- Сценаристи: Сергій Касторних, Крістіна Тинькевич, Юлія Гончар, Наталя Блок
- Оператори-постановники: Владислав Воронін
- Продюсери: Ольга Матат, Влад Дудко, Сергій Коннов
- Виконавчі продюсери: Світлана Яцинич
- Художники-постановники: Влад Дудко
- Звукорежисери: Сергій Степанський, Олександр Верховинець, Роман Гоменюк
- Режисери монтажу: Олексій Шамін, Олександр Чорний
- Художники з костюмів: Наталія Потарська
- Художники із гриму: Ольга Ахтарнія
- Кастинг-директори: Яна Бернадська
- Кастинг-менеджери: Юлія Ящук
- Коучі: Ігор Колтовський

## Нагороди

### 2022
- Міжнародний кінофестиваль у Локарно — Найкраща акторська робота (Анастасія Карпенко)[1]
- Міжнародний кінофестиваль у Локарно — Спеціальний приз журі «Ciné+»[1]
- Коркський міжнародний кінофестиваль — Приз молодіжного журі за Найкращий ігровий фільм[2]

### 2023
- Премія-відзнака українського театру та кіно «Чорний лотос» — Акторка кіно (Анастасія Карпенко)[3]
- Київський Міжнародний кінофестиваль «Молодість» — «Скіфський олень» за Найкращий національний повнометражний фільм[4]

### 2024
- Рівненський Міжнародний кінофестиваль «Місто Мрії» — Гран-прі[5]
- «Золота дзиґа» — Найкраща жіноча роль (Анастасія Карпенко)[6]